# Die Familien Zwirn, Knieriem und Leim
Die Familien Zwirn, Knieriem und Leim oder Der Welt-Untergangs-Tag (en français Les Familles Zwirn, Knieriem et Leim ou Le Jour de la fin du monde) est une pièce de Johann Nestroy.

## Argument
Jukundus, le fils de Hilaris et Brillantine, est un jeune homme téméraire que Stellaris veut que la fée Konstanze guérisse. Elle refuse parce qu'elle est depuis longtemps fiancée à Lumpazivagabundus, car la folie et le vice sont bien plus permanents que l'amour. Stellaris prononce le verdict : Si les enfants des trois compagnons de voyage, Zwirn, Knieriem et Leim, deviennent aussi dissolus que leurs pères l'étaient autrefois, alors Lumpazivagabundus a triomphé ; mais s'ils deviennent de bonnes personnes, alors il devra renoncer à Jukundus et à sa relation avec Konstanze, qui devra à nouveau servir la vertu. Lumpazivagabundus en est très content.
Leim devient un rentier hautain, sa Peppi une femme vaniteuse et fanatique de potins ; Hobelmann est affecté parce que sa famille est si riche ; Zwirn, quant à lui veuf, reprend sa vie errante et s'enfonce encore plus profondément ; Knieriem reste un ivrogne et intimide sa femme impuissante. Thérèse, la fille de Zwirn, parrainée involontairement par Leim, est traitée comme une servante ; ses propres deux enfants, Friedrich et Sophie, ne peuvent l'aider, bien que Friedrich soit amoureux de Thérèse ; l'arrogante raboteuse s'est particulièrement élevée contre cette « mésalliance ». Lorsque le chirurgien demande à Stiefel d'être sa femme, le couple Leim accepte immédiatement de faire sortir la fille de la maison. Friedrich et Sophie sont censés épouser Mathilde et Karl, les enfants de Stoppelbach, dont la famille « noble » est pourtant totalement endettée et veut se restaurer par ces mariages.
Zwirn devient l'assistant du charlatan Paracelsus et commence bientôt à se soigner. Il convainc donc Hobelmann à cause de sa goutte que seule une eau de source « plate » extraite d'une vierge la nuit peut le guérir. Knieriem boit à la taverne et prétend que la fin du monde est imminente, ce que croient également ses copains de beuverie. Son bon fils Gottfried, compagnon menuisier de Leim et amoureux de Sophie, soutient sa mère du mieux qu'il peut.
Comme Thérèse ne veut pas épouser Stiefel, elle est chassée. Stoppelbach écrit à un ami combien il compte se servir de Leim, Karl et Mathilde demandent au serviteur Stephan d'apporter des lettres d'amour à leurs amours en ville, mais il les donne à Gottfried. Comme la fin du monde promise ne vient pas, Knieriem est battu à fond dans la taverne. Malgré un terrible orage durant la nuit, Thérèse va chercher l'eau de source pour la guérison d'Hobelmann. Pendant ce temps, Leim reçoit les lettres traîtresses de Gottfried et jette les parasites. Purifié par le sacrifice de Thérèse et le véritable amour de ses enfants, Leim est désormais d'accord avec les bonnes relations. Cela remplit la condition de Stellaris et Lumpazivagabundus doit partir, vaincu.

## Histoire
La pièce est la suite de Der böse Geist Lumpacivagabundus (1833). L'une des sources de Nestroy pour l'histoire d'amour entre Thérèse et Friedrich est la nouvelle Das stille Wasser de Carl Weisflog, paru en 1828. Nestroy transforme la méchante belle-mère de l'original en la femme accro aux potins Peppi Leim, le vendeur démoniaque Habakuk en chirurgien comique Stiefel, la famille Muschel devient les intrigants qui ont fait faillite et veulent se réhabiliter à travers un mariage. Nestroy laisse de côté le romantisme de la nouvelle et montre la famille Stoppelbach de manière drastique et efficace sur la scène. Alors que Weisflog suppose que le pouvoir de guérison de "l'eau plate" est connu, Paracelsus l'explique longuement à son assistant Zwirn.
Johann Nestroy joue de nouveau Knieriem, Wenzel Scholz Zwirn, Ignaz Stahl M. von Hobelmann, Friedrich Hopp Paracelsus, Eleonore Condorussi Mme Leim, Marie Weiler est Sophie.

## Source de la traduction
- (de) Cet article est partiellement ou en totalité issu de l’article de Wikipédia en allemand intitulé « Die Familien Zwirn, Knieriem und Leim » (voir la liste des auteurs).